# 애니멀 웰
《애니멀 웰》(Animal Well)은 빌리 바소가 셰어드 메모리라는 이름으로 개발하고 빅모드가 배급한 2024년 메트로이드배니아 퍼즐 플랫폼 비디오 게임이다. 플레이어는 이름 없는 젤리 같은 생명체를 조종하며, 비선형 플랫폼 게임과 퍼즐 해결을 통합한 동물로 가득 찬 지하 미궁을 탐험한다. 이 게임은 2D 픽셀 아트로 표현된 상호 연결된 방, 즉 플립 스크린으로 구성되어 있다. 줄거리나 배경 이야기는 없으며, 게임 세계는 퍼즐과 비밀로 가득 차 있는데, 일부 퍼즐은 여러 플레이어의 협력이나 여러 번의 플레이를 통해 해결해야 한다.
빌리 바소는 첫 솔로 작품인 애니멀 웰을 7년 동안 개발했다. 그는 게임을 개발하면서 메커니즘을 고안하고 그 상호 작용에서 퍼즐을 도출하는 방식으로 게임을 기획했다. 디자인 미학은 시카고 주변의 정원과 도시 지역, 그리고 그의 개인 작품에서 영감을 받았다. 바소는 기본 엔진을 포함한 게임 전체를 직접 개발했다. 개발 4년 후 마케팅을 위해 댄 아델만과 협력했고, 1년 후에는 유튜버 제이슨 개스트로(비디오게임던키)가 한 축제에서 애니멀 웰을 본 후 빅모드와 첫 배급 게임으로 협력했다.
애니멀 웰은 2024년 5월 닌텐도 스위치, 플레이스테이션 5, Windows용으로 출시되었고, 10월에는 엑스박스 시리즈 X/S용으로 출시되었다. 이 게임은 특히 미학과 다층적인 퍼즐로 비평가들의 찬사를 받았으며, 2024년 최고의 게임 목록에 여러 차례 올랐다. 제28회 D.I.C.E. 어워드에서 최우수 게임 디렉션을 수상했으며, 더 게임 어워드 2024, 제25회 게임 디벨로퍼스 초이스 어워드, 제21회 영국 아카데미 게임 어워드를 포함한 여러 시상식에서 수많은 부문에 후보로 올랐다.

## 게임플레이
애니멀 웰은 2D 메트로이드배니아 비디오 게임으로, 비선형 플랫폼 게임과 퍼즐 해결을 통합한다. 저해상도 픽셀 아트 그래픽으로 표현된다. 플레이어는 게임 시작 시 꽃에서 나오는 이름 없는 노란색 젤리 같은 생명체를 조종하며 이를 이용해 탐험한다. 목표, 줄거리, 배경 이야기는 주어지지 않는다. 게임 세계는 16x16 격자의 지하 방, 즉 플립 스크린으로 나뉘며, 한 번에 한 방만 보인다. 방들은 여러 개의 명확하고 숨겨진 연결로 미궁처럼 연결되어 있다. 이 방들은 일반적으로 무성하고 허물어진 건축물, 기계와 제어 장치, 그리고 플레이어 캐릭터보다 훨씬 큰 다양한 동물들이 있는 흐릿한 지역이다.
플레이어 캐릭터는 방을 걸어 다니거나 점프할 수 있으며, 게임에서 찾은 아이템을 사용하고 소지할 수 있다. 이 아이템들은 슬링키, 원반 장난감, 버블 완드와 같은 장난감이다. 이 아이템들은 종종 여러 가지 용도를 가지고 있으며, 그 중 일부는 즉시 명확하지 않다. 게임 세계의 일부는 특정 아이템을 사용해야만 접근할 수 있으며, 많은 지역에는 아이템을 사용해야만 접근할 수 있는 숨겨진 요소가 있다. 또한 게임 내 특정 지점에서 수집할 수 있는 폭죽이 있으며, 이를 던져 동물을 놀라게 하거나 플레이어가 방을 떠날 때까지 유령 동물을 쫓아낼 수 있다. 성냥도 찾을 수 있으며, 특정 위치에 놓아 해당 방의 모든 유령을 영구적으로 쫓아낼 수 있다.
동물과 유령은 생물의 유형에 따라 플레이어를 무시하거나 수동적으로 또는 능동적으로 해칠 수 있다. 플레이어가 동물이나 유령에게 공격받으면 하트 하나를 잃는다. 플레이어는 네 개의 하트로 시작하며, 분홍색 과일을 찾아 먹으면 회복할 수 있다. 파란색 과일을 먹으면 최대 네 개의 파란색 하트를 추가로 얻을 수 있다. 플레이어가 모든 하트를 잃으면 게임 전반에 걸쳐 저장 지점 역할을 하는 마지막 전화에서 다시 나타난다.
네 군데에서는 거대한 동물 뒤에 색깔 불꽃이 보관되어 있으며, 불꽃을 얻기 위해서는 지역 환경을 이용하여 이 동물들을 물리쳐야 한다. 네 개의 불꽃을 모두 얻어 중앙 방으로 가져오면 이전에 접근할 수 없었던 새로운 통로가 열린다. 그 끝에는 만티코어와 같은 망령 생명체와의 만남이 있다. 일단 물리치면 첫 번째 엔딩으로 크레딧이 표시되고, 플레이어는 자유롭게 계속 탐험할 수 있다.
첫 번째 엔딩 후에는 세 가지 "레이어"의 게임, 즉 해결해야 할 퍼즐 세트가 더 있다. 두 번째 레이어는 "발견과 비밀 지향적인 플레이어"를 위한 것으로, 숨겨진 지역을 찾고 모든 숨겨진 알을 포함한 비밀 아이템을 수집해야 하며, 두 번째 크레딧 표시로 이어진다. 세 번째 레이어는 모든 숨겨진 토끼를 찾는 것을 포함하며, 최소 50명의 플레이어로부터 부분적인 해결책을 결합해야 하는 퍼즐을 포함한 대체 현실 게임 (ARG) 요소를 도입한다. 네 번째 레이어는 스피드런과 같은 반복적인 플레이 챌린지 및 특정 미기록된 행동을 통해서만 잠금 해제되는 아이템을 포함한다.

## 개발 및 출시

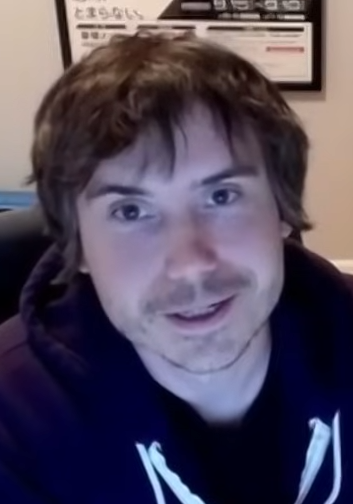
2024년 빌리 바소

빌리 바소는 2017년에 개발을 시작했다. 바소는 이전에 Phosphor Games 및 네더렐름 스튜디오와 같은 모바일 개발사에서 다인용 부분 유료화 게임 작업을 했으며, 이를 통해 기술적 역량을 익혔다고 설명했다. 그는 또한 "플레이어의 시간을 존중하는" 싱글 플레이어 경험을 만드는 것을 선호한다고 언급했다. 바소가 사이드 프로젝트로 게임을 시작했을 때의 최우선 순위는 게임 플레이 시스템의 생성이었으며, 그 후 이를 정당화하기 위해 세계가 구축되었다. 이를 위해 그는 슈퍼 마리오브라더스 2 (1988) 및 메트로이드와 젤다의 전설 시리즈와 같이 유사한 아이디어를 가졌다고 생각하는 어린 시절 게임에서 영감을 얻었다. 그는 또한 FEZ (2012), 더 위트니스 (2016), 그리고 Tunic (2022)의 발견 감각과 눈에 띄게 비밀을 숨기는 방식에 영감을 받았다. 그는 곧 최종 게임과 유사한 픽셀 그래픽과 젤리 같은 플레이어 캐릭터를 가진 2D 플랫폼 게임을 만들었다. 바소는 시작 전에 계획된 디자인이 없었지만, 게임을 개발하면서 만들었다.
개발 첫 해 동안 바소는 시카고 주변을 산책하며 본 것들, 예를 들어 잔디 장식이나 동물 조각상, 그리고 무성한 공간에서 영감을 받았다. 그는 개인 작품에서 동물, 건축 공간, 물과 흙 모티프를 그리게 되었고, 이를 게임 디자인에 통합했다. 그는 게임에 인간을 넣고 싶지 않았지만, 동물은 보편적으로 공감할 수 있다고 느꼈다. 개발 1년 만에 바소는 애니멀 웰이라는 프로젝트 이름을 지었다. 설명적이지만 모호한 특성 때문이었는데, 그는 플레이어에게 미스터리함과 익숙한 장소에서 새로운 것을 발견하는 느낌을 주고 싶었다. 그는 그 후 1년 더 게임을 확장했다. 그는 먼저 메커니즘을 만들고 나서 그 상호 작용을 사용하는 퍼즐을 고안했다.
바소는 어떤 기존의 게임 엔진도 사용하지 않고, 대신 C++로 처음부터 전체 프로젝트를 구축했다. 그는 기본 게임 시스템을 이해하고 통제하며, 애니멀 웰에 적용되는 요소만 코드에 포함시키고 싶었기 때문이다. 그는 게임을 디자인할 때 여러 가지 제약을 두었는데, 이는 미학적 및 게임 플레이 디자인으로 이어졌다. 예를 들어, 표준 무기의 부재로 인해 비폭력적인 도구를 사용하게 되었고, 제한된 해상도로 인해 독특한 조명 미학이 생겼으며, 컷신이 없어서 환경이 모든 정보를 플레이어에게 전달해야 했다. 바소는 게임의 많은 애니메이션을 전통적인 애니메이션 기술 대신 코드 내 절차적 애니메이션을 사용하여 만들었으며, 이는 그가 "불안한" 효과라고 느꼈던 결과를 낳았다.
2019년 12월, 바소는 International Game Developers Association 행사에서 애니멀 웰을 처음으로 선보였으며, 긍정적인 관심을 받았다. 그 시점에서 그는 프로젝트에 많은 노력을 기울이고 있었기 때문에 완성된 제품으로 이어지기를 원했다. 그러나 그는 게임을 마케팅하거나 게시하는 것을 즐기지 않는다는 것을 알게 되었다. 2021년 초, 그는 Axiom Verge 2 (2021)와 같은 소규모 팀의 여러 인디 타이틀의 비즈니스 관리 및 마케팅을 담당했던 댄 아델만에게 이메일을 보냈다. 아델만은 프로젝트가 얼마나 진행되었는지에 놀랐고 흥미를 느꼈으며, 바소와 합류하여 셰어드 메모리를 설립했다. 바소는 애니멀 웰에 전념하게 되었고, 2022년 2월 게임은 IGN과 플레이스테이션 블로그에서 미리보기가 공개되었다.
2022년 6월, 애니멀 웰은 Day of the Devs 인디 게임 페스티벌에서 전시되었고, 이는 플레이어들의 관심을 증가시켰다. 수백 명의 사람들이 게임의 디스코드 서버에 참여하여 발표 영상의 퍼즐을 공동으로 풀었다. 유튜버 제이슨 개스트로(비디오게임던키)는 이 게임을 강조하는 이벤트 비디오를 만들어 더 많은 관심을 이끌었다. 또한 개스트로의 아내 리아가 셰어드 메모리에 연락하여 두 사람이 인디 게임 퍼블리싱 회사인 빅모드를 시작할 계획임을 언급했다. 바소는 주로 창의적인 통제권을 잃지 않기 위해 자체 퍼블리싱할 의도였지만, 두 사람을 만난 후 애니멀 웰을 첫 게임으로 빅모드와 파트너십을 맺는 데 동의했다.
애니멀 웰에 대한 관심이 높아지면서 바소는 게임의 범위를 넓혔고, 아델만이 게임이 거의 완성 단계에 이르렀다고 제안했지만 말이다. 바소는 출시 후에는 추가 콘텐츠를 전혀 추가하지 않을 것이라고 다짐했는데, 그는 자신의 영감처럼 시작과 끝이 있는 하나의 완성된 작품이 되기를 원했기 때문에, 출시 전에 자신의 모든 아이디어가 게임에 포함되도록 하고 싶었다. 그는 플레이어가 아이템을 찾을 때까지 세계의 일부가 잠겨 있기를 원하지 않았는데, 이는 플레이어가 플레이 도중 다른 지점에서 영역을 찾을 수 있고 각 방이 여러 게임 메커니즘을 포함할 수 있음을 의미했다. 결과적으로 새로운 메커니즘을 추가함에 따라 기존 영역은 이를 반영하도록 재작업되어 바소가 최종 게임에 포함된 방의 약 3배를 만들었다. 아델만과 개스트로 부부는 바소의 지시 없이 새로운 게임 빌드를 플레이 테스트했다. 바소는 일부 비밀을 테스트하기 위해 그들에게 알려주었지만, 다른 비밀들은 미스터리로 남겨두었다. 그는 플레이어들이 미리보기 영상만 보고도 이미 퍼즐을 풀고 있을까 봐 걱정하여 몇몇 퍼즐을 최대한 어렵게 만들었지만, 아델만의 설득으로 다른 퍼즐들은 덜 "악랄하고" 모호하지 않게 만들었다.
애니멀 웰은 2024년 5월 9일 닌텐도 스위치, 플레이스테이션 5, Windows용으로 출시되었고, 2024년 10월 17일에는 엑스박스 시리즈 X/S용으로 출시되었다. 사운드트랙 바이닐 레코드와 게임 아트 및 개발에 관한 책은 2026년에 Lost in Cult에서 출시될 예정이다. 애니멀 웰 출시 당시, Windows에서 40 메가바이트 미만인 게임의 파일 크기는 특히 작고 플레이스테이션 5의 게임 배경 이미지보다도 작다고 언급되었다. 이에 대해 바소는 파일 크기가 의도된 것이 아니라 게임 엔진과 절차적 그래픽의 결과라고 말했다. 바소는 이 게임이 더 틈새 시장의 게임이 될 것이라고 생각했기 때문에 플레이어들 사이에서 이렇게 광범위한 인기를 얻은 것에 놀랐다. 그는 또한 일부 퍼즐을 플레이어들이 푸는 데 몇 년이 걸릴 것이라고 생각했지만, 수천 명의 플레이어 간의 커뮤니티 협력을 통해 첫 달에 해결되었다.

## 평가
애니멀 웰은 리뷰 집계 사이트 메타크리틱에 따르면 "전폭적인 찬사"를 받았다. Windows와 닌텐도 스위치에서는 집계 점수로 2024년 상위 5위권에 들었으며, 플레이스테이션 5에서는 상위 15위권에 들었다. 애니멀 웰은 2024년 여러 올해의 게임 및 인디 올해의 게임 목록에 포함되었다. 바소는 2024년 8월 기준으로 이 게임이 Windows, 플레이스테이션 5, 닌텐도 스위치에서 약 65만 장이 팔렸다고 추정했다.
비평가들은 게임 플레이를 높이 평가했다. 유로게이머의 크리스천 돈란은 이 게임이 "계시와 현명한 즐거움의 순간들로 가득 차 있다"고 말했고, GamesRadar+의 존 베일스는 레벨 디자인이 퍼즐에 대한 영리한 해결책을 찾는 것을 장려한다고 칭찬했다. 게임 인포머의 찰리 와콜즈는 이 게임이 "매번 새로운 것으로 나를 즐겁게 하고, 놀라게 하고, 겁먹게 했다"며 "환경 디자인의 걸작"이라고 불렀다. IGN의 리베카 발렌타인과 폴리곤의 러스 프러스틱은 비밀의 복잡한 층을 칭찬했으며, IGN과 게임스팟의 리처드 웨이켈링은 지도의 상호 연결성이 퍼즐과 지역 사이를 이동할 수 있게 해주는 점을 높이 평가했다. 게임스팟은 플랫폼 게임 플레이가 정밀하다고 칭찬했지만, 전반적으로 난이도가 부족하다고 지적했다. IGN, 폴리곤, PC 게이머의 숀 프레스콧은 모두 퍼즐의 두 번째 층을 칭찬하며, 이를 첫 번째 게임 안에 숨겨진 두 번째, 더 큰 게임이자 "퍼즐 해결사와 보물 사냥꾼의 꿈"이라고 불렀다. 평론가마다 게임 플레이에 대한 부정적인 평가가 달랐다. 게임 인포머는 첫 번째 층의 마지막 부분이 "지루하다"고 느꼈고, 게임스팟은 죽었을 때 지루한 되돌아가기가 몇 군데 있다고 느꼈으며, PC 게이머는 지도를 사용하기 어렵다고 느꼈다.
이 게임의 미학 또한 높은 평가를 받았는데, 게임 인포머는 "희귀하고 탁월한 장소 감각으로 스스로를 확립한다"고 말했다. 그들은 환경의 다양성과 세부 수준을 칭찬했으며, 이는 게임스팟, IGN, 폴리곤에서도 언급되었다. IGN, 폴리곤, PC 게이머는 모두 "세심한" 픽셀 아트 제작을 칭찬했으며, 게임스팟은 아트와 애니메이션 간의 상호 작용을 칭찬했다. GamesRadar+는 조명을 최고의 시각적 특징으로 강조했다. 유로게이머와 게임스팟 또한 동물들의 디자인이 "꿈같은 품질"을 가지고 있다고 칭찬했다. IGN, PC 게이머, 폴리곤은 주변 사운드트랙과 소음이 게임 전체 분위기에 미치는 영향을 언급했지만, IGN은 더 많은 음악이 있었으면 좋겠다고 바랐다. 많은 평론가들은 애니멀 웰이 미학이 크게 향상시킨 상당한 깊이를 가지고 있다고 결론 내렸다.

### 수상
애니멀 웰은 제28회 D.I.C.E. 어워드에서 최우수 게임 디렉션 상을 수상했다. 이 시상식에서 여러 다른 부문에 후보로 올랐으며, 제42회 골든 조이스틱 어워즈, 더 게임 어워드 2024, 제25회 게임 디벨로퍼스 초이스 어워드, 그리고 제21회 영국 아카데미 게임 어워드를 포함한 다른 시상식에서도 여러 부문에 후보로 올랐다. 또한 제23회 인디펜던트 게임 페스티벌 어워드와 게임 디벨로퍼스 초이스 어워드에서 명예 언급을 받았다.
| 상                                     | 부문                  | 결과      | Ref.          |
| -------------------------------------- | --------------------- | --------- | ------------- |
| 제42회 골든 조이스틱 어워즈            | 최고의 게임           | 후보      | [ 42 ] [ 43 ] |
| 제42회 골든 조이스틱 어워즈            | 최고의 인디 게임      | 후보      | [ 42 ] [ 43 ] |
| 제42회 골든 조이스틱 어워즈            | 올해의 PC 게임        | 후보      | [ 42 ] [ 43 ] |
| 더 게임 어워드 2024                    | 최고의 인디 게임      | 후보      | [ 44 ]        |
| 더 게임 어워드 2024                    | 최고의 데뷔 인디 게임 | 후보      | [ 44 ]        |
| 제28회 D.I.C.E. 어워드                 | 최우수 게임 디렉션    | 수상      | [ 41 ] [ 40 ] |
| 제28회 D.I.C.E. 어워드                 | 올해의 어드벤처 게임  | 후보      | [ 41 ] [ 40 ] |
| 제28회 D.I.C.E. 어워드                 | 최우수 인디 게임      | 후보      | [ 41 ] [ 40 ] |
| 제28회 D.I.C.E. 어워드                 | 최우수 게임 디자인    | 후보      | [ 41 ] [ 40 ] |
| 제23회 인디펜던트 게임 페스티벌 어워드 | 시머스 맥널리 대상    | 명예 언급 | [ 47 ]        |
| 제23회 인디펜던트 게임 페스티벌 어워드 | 디자인 우수성         | 명예 언급 | [ 47 ]        |
| 제23회 인디펜던트 게임 페스티벌 어워드 | 오디오 우수성         | 명예 언급 | [ 47 ]        |
| 제25회 게임 디벨로퍼스 초이스 어워드   | 최고 디자인           | 후보      | [ 45 ]        |
| 제25회 게임 디벨로퍼스 초이스 어워드   | 최고 오디오           | 후보      | [ 45 ]        |
| 제25회 게임 디벨로퍼스 초이스 어워드   | 최고 데뷔             | 후보      | [ 45 ]        |
| 제25회 게임 디벨로퍼스 초이스 어워드   | 최고 비주얼 아트      | 후보      | [ 45 ]        |
| 제25회 게임 디벨로퍼스 초이스 어워드   | 혁신상                | 후보      | [ 45 ]        |
| 제25회 게임 디벨로퍼스 초이스 어워드   | 올해의 게임           | 명예 언급 | [ 45 ]        |
| 제25회 게임 디벨로퍼스 초이스 어워드   | 최고 기술             | 명예 언급 | [ 45 ]        |
| 제21회 영국 아카데미 게임 어워드       | 게임 디자인           | 후보      | [ 46 ]        |
| 제21회 영국 아카데미 게임 어워드       | 오디오 성과           | 후보      | [ 46 ]        |
| 제21회 영국 아카데미 게임 어워드       | 데뷔 게임             | 후보      | [ 46 ]        |
| 제21회 영국 아카데미 게임 어워드       | 새로운 지적 재산      | 후보      | [ 46 ]        |